# Sphaeromias pistiae
Sphaeromias pistiae är en tvåvingeart som först beskrevs av Ingram och John William Scott Macfie 1922.  Sphaeromias pistiae ingår i släktet Sphaeromias och familjen svidknott.
Artens utbredningsområde är Ghana. Inga underarter finns listade i Catalogue of Life.